# Live at Union Chapel
Live at Union Chapel is een livealbum van Robert John Godfrey met The Enid. Godfrey was vanwege gezondheidsredenen uit The Enid gestapt. De bij The Enid behorende fanclub The Enidi gaven in 2018 een registratie uit van het concert dat ter gelegenheid van Godfrey’s zeventigste verjaardag op 6 augustus 2017 werd gegeven in de Union Chapel.

## Musici
- Robert John Godfrey – toetsinstrumenten
- Jason Ducker – gitaar
- Zachary Bullock – toetsinstrumenten en gitaar
- Domonic Toefield – drumstel, percussie

## Muziek
| Nr. | Titel                             | Duur  |
| --- | --------------------------------- | ----- |
| 1.  | The sun                           | 4:37  |
| 2.  | Judgement                         | 9:04  |
| 3.  | In the region of the summer stars | 6:37  |
| 4.  | Humoresque                        | 6:23  |
| 5.  | Spring                            | 6:47  |
| 6.  | Mirror of love                    | 6:05  |
| 7.  | Homily (excerpt)                  | 10:06 |

| Nr. | Titel             | Duur  |
| --- | ----------------- | ----- |
| 1.  | Chaldean crossing | 9:35  |
| 2.  | Sheets of blue    | 10:19 |
| 3.  | Childe Rolande    | 7:42  |
| 4.  | Ondine            | 3:46  |
| 5.  | Mayday Galliard   | 6:25  |
| 6.  | Fand              | 22:48 |
| 7.  | Until we are old  | 2:01  |